# 哥斯達黎加自由邦
哥斯达黎加自由邦（西班牙語：Estado Libre de Costa Rica）是哥斯达黎加在1838年从中美洲联邦共和国脱离后使用的国名，直到1847年哥斯达黎加第一共和国成立为止。

## 背景
哥斯达黎加本为中美洲联邦共和国的一个邦，根据《哥斯达黎加国家基本法》规定，正式邦名为哥斯达黎加国。作为联邦中的一员，哥斯达黎加在联邦中起到积极作用，尊重联邦法律并选举其在联邦一级的代表。但随着危地马拉、洪都拉斯和萨尔瓦多之间的内战爆发。哥斯达黎加之和平呼吁无人理会，因而哥斯达黎加自行颁布《阿普里亚法》，允许自己在宪法秩序恢复之前维持其自治。
弗朗西斯科·莫拉桑于内战中取胜后，尽管《阿普里亚法》仍生效，但哥斯达黎加为其在联邦议会中议席而举行选举，选举費利克斯·羅梅羅·門吉巴爾和胡安·迭戈·博尼利亞·納瓦為联邦议会代表，而曼努埃尔·玛丽亚·德·佩拉尔塔·伊·阿尔法罗和何塞·弗朗西斯科·佩拉爾塔任参议员。莫拉桑在1830年中美洲联邦选举中当选总统，而后中美洲最高法院要求哥斯达黎加废除《阿普里亚法》，哥斯达黎加的州议会于1831年2月3日废除了该法。
但其后哥伦比亚吞并了属哥斯达黎加的博卡斯德爾托羅省，而联邦未能向哥斯达黎加提供援助时，各邦对联邦热情冷却。最后，1838年5月30日，联邦议会允许解散联邦共和国，让各邦「按照自己的意愿组织起来」这从根本上结束了联邦。

## 政府
政府行政机关之权力掌握于国家元首手中，国家元首兼任政府首脑，由普选选举产生。大部分时间立法机会维持两院制，参众议院均由普选产生。司法机关名哥斯達黎加最高法院，各分支相互独立。